# ميرزا محمد خان الثاني
ميرزا محمد خان الثاني (1770–1836) كان ثالث خان في باكو.

## الحياة المُبكرة
وُلِد ميرزا محمد خان الثاني في عام 1770 لمالك محمد خان [الإنجليزية] وخديجة بيكا، شقيقة فتح علي خان [الإنجليزية] من قوبا. سُمي على اسم جده ميرزا محمد خان الأول [الإنجليزية]، الخان المؤسس لخانية باكو. صعد إلى العرش عندما ذهب والده للحج في مكة، وتولت والدته الوصاية على العرش. شهد عهده ضم الخانات بالكامل إلى قوبا، إلى درجة أن فتح علي خان دعا حامية روسية للتمركز في باكو في عام 1785 بدلًا من ميرزا محمد. ومع ذلك، تُوفي فتح علي خان في 22 آذار 1789 في باكو، قبل الحملات العسكرية التالية.

## التنازل عن العرش
كانت العلاقات متوترة بين أحمد خان قوبا وميرزا محمد بعد عام 1791. بعد وفاة فتالي خان، حاول محمد قلي آغا [الإنجليزية] - عم ميرزا محمد - الاستيلاء على خانية باكو باستخدام قلة خبرة كل من أحمد خان وميرزا محمد كمبرر. وأكد لأحمد خان ولاءه إذا ما حصل على الخانية. أرسل أحمد خان فرقة من الجيش إلى باكو لتنصيب محمد قلي آغا. وبما أن جيش باكو كان يتألف من حوالي 500 رجل فقط، فقد تنازل عن العرش لصالح عمه.

## الحياة اللاحقة
فرّ ميرزا محمد إلى قوبا مع عائلته، بما في ذلك زوجته وأمه. خان محمد قلي [الإنجليزية] المعاهدات وادعى الاستقلال. وردًا على ذلك، حشد أحمد خان قواته وتوجه إلى باكو لإعادة ميرزا محمد. إلا أنه هُزم على يد محمد قلي. تُوفي أحمد خان في آذار 1791 وخلفه شقيقه الشيخ علي خان البالغ من العمر 13 عامًا. وأُعطي لميرزا محمد مرة أخرى جيشًا للزحف إلى باكو. وطلب شايكالي بعد ذلك من الكونت إيفان جودوفيتش أن يحاصر باكو. أرسل محمد قلي بسرعة خطابه إلى روسيا، طالباً المساعدة. وبسبب ارتباكه، أمر جودوفيتش الأميرال المضاد [الإنجليزية] بيوتر شيشكين بحل المشكلة لصالح روسيا. لكن الأمر تأخر لأسباب غير معروفة وتعرضت باكو للقصف. عقد محمد قلي خان المصالحة مع شيخالي وسرعان ما مرض ومات.

## الصراع على العرش
عُين خانًا مرة أخرى في عام 1792 على يد شيخ علي خان. ومع ذلك، أعلن نبلاء المدينة بقيادة قاسم بيك سليم خانوف ابن عم ميرزا محمد حسين غول خان [الإنجليزية] خانًا جديدًا لهم. وبعد هزيمته، فر ميرزا محمد مرة أخرى إلى قباء. ثم حاصر باكو وأجبر حسينجولو على تقسيم إيرادات الخانية. وفي عام 1795، شن حسين غول هجومًا ليليًّا على بالاخاني بمساعدة تعزيزات من خانية شروان، وأجبر ميرزا محمد على اللجوء إلى قوبا مرة أخرى.
استولى ميرزا محمد على قوات من شيخالي وتمركز في أبشرون، وقام بإغلاق طرق التجارة والإمدادات. أرسل حسينجولو مناف ليتوسل إلى سليمخانوف لطلب المساعدة من إيفان جودوفيتش . نصب كمينًا لميرزا محمد وأسره مع عائلته. وكان شقيقه الأصغر حسين آغا هو الوحيد الذي نجا من المعركة، وذهب إلى قباء وأخبر القصة. وبعد فترة وجيزة، وبفضل مساعدة مصطفى خان الشرواني، تمكن أبناء العم من عقد السلام، وعاد ميرزا محمد إلى قوبا، مع الاحتفاظ بدخله من حقول النفط في باكو.
اعتقل آغا محمد شاه سين قولو خان في كقره باغعام 1797. وبعد سماع التطورات، سارع ميرزا محمد إلى الاستيلاء على باكو. ومع ذلك، فإن اغتيال آغا محمد والوصول السريع لحسينجولو خان أفسد خططه. بعد معاهدة جديدة، نصب نفسه في مشتقة [الإنجليزية] بصفته نائب خان.
وفي عام 1803، تعرض لهجوم آخر من حسين غول في ماشتاجا، وهذه المرة بمساعدة مصطفى خان الشرواني. ففر إلى قباء وبدأ يبحث عن طريقة لجمع الجيوش. انضم إلى جيش القائد الروسي سيرجي بولجاكوف في تموز 1806. وقد استولوا معًا على باكو في 6 تشرين الأول 1806 م.

## ولاية قوبا
عُين حاكمًا مؤقتًا لقوبا في عام 1809.

## العائلة
كان لديه ثلاث زوجات:
1. خانبيكا خانوم (ت. 1800، وت. 1806) - ابنة فتح علي خان القوبي [الإنجليزية]
2. صوفيا - امرأة جورجية، ابنة رجل يُدعى بهرام باغ
3. خير-أون نيسا خانوم - ابنة رضا أفندي من خينالوغ [الإنجليزية].[7]

النسل:
مع صوفيا (ت. 1791، ت. 1836) :
- عباس قولو باكيخانوف (1794–1847)
- جافارغولو باكيخانوف [الإنجليزية] (1796–1867)

مع خير النساء خانم  (م 1807، ت 1861):
- جواد باكيخانوف (1808–1866)
- قادر باكيخانوف (مواليد 1817)
- مصطفى قولو باكيخانوف (و. 1822)
- عبد الله باكيخانوف [الإنجليزية] (1824–1879) [9]

تُوفي سنة 1836 في قباء.